# Oberliga (Armenien)
Die Bardsragujn chumb (armenisch Բարձրագույն խումբ, zu Deutsch Oberliga) ist die höchste Spielklasse im armenischen Fußball. Sie wird vom Armenischen Fußballverband verwaltet. Die Liga wurde 1992 gegründet.

## Mannschaften
Die Liga besteht aus elf Mannschaften. Der nach Abschluss der Saison Erstplatzierte in der Bardsragujn chumb ist armenischer Meister. Zur Saison 2012/13 wurde der Spielbetrieb auf den in Europa üblichen Herbst-Frühjahrs-Rhythmus umgestellt, nachdem zuvor die Saison jeweils im Kalenderjahr ausgetragen wurde (meist von März bis Oktober).
Die Mannschaften der Saison 2024/25:
- FC Pjunik Jerewan (Meister)
- FC Urartu Jerewan
- FC Ararat-Armenia
- FC Ararat Jerewan
- FC Alaschkert Martuni
- BKMA Jerewan
- FC Noah Jerewan
- FA Wan
- FC Schirak Gjumri
- FC West Armenia
- Gandsassar Kapan (Aufsteiger)

## Modus
Der Tabellenerste am Ende der Saison ist Landesmeister und startet in der Qualifikation zur Champions League. Der Tabellenzweite und der Tabellendritte erreichen die erste Qualifikationsrunde zur UEFA Europa Conference League. Dort nimmt auch der armenische Pokalsieger teil. Hat sich dieser bereits über die Liga für einen europäischen Wettbewerb qualifiziert, fällt dieser Platz an den Vierten der Liga.

## Titelträger
| - 1992: FC Schirak Gjumri & Homenetmen Jerewan 1 - 1993: FC Ararat Jerewan - 1994: FC Schirak Gjumri - 1995/96: FC Pjunik Jerewan - 1996/97: FC Pjunik Jerewan - 1997: FC Jerewan - 1998: Zement Ararat - 1999: FC Schirak Gjumri - 2000: Araks Ararat - 2001: FC Pjunik Jerewan - 2002: FC Pjunik Jerewan | - 2003: FC Pjunik Jerewan - 2004: FC Pjunik Jerewan - 2005: FC Pjunik Jerewan - 2006: FC Pjunik Jerewan - 2007: FC Pjunik Jerewan - 2008: FC Pjunik Jerewan - 2009: FC Pjunik Jerewan - 2010: FC Pjunik Jerewan - 2011: FC Ulisses Jerewan - 2012/13: FC Schirak Gjumri - 2013/14: FC Banants Jerewan | - 2014/15: FC Pjunik Jerewan - 2015/16: FC Alaschkert Martuni - 2016/17: FC Alaschkert Martuni - 2017/18: FC Alaschkert Martuni - 2018/19: FC Ararat-Armenia - 2019/20: FC Ararat-Armenia - 2020/21: FC Alaschkert Martuni - 2021/22: FC Pjunik Jerewan - 2022/23: FC Urartu Jerewan - 2023/24: FC Pjunik Jerewan - 2024/25: FC Noah Jerewan |

## Rekordmeister
| Rang | Verein                | Titel | Spielzeiten                                                                                      |
| ---- | --------------------- | ----- | ------------------------------------------------------------------------------------------------ |
| 1.   | FC Pjunik Jerewan     | 16    | 1992 1, 1996, 1997, 2001, 2002, 2003, 2004, 2005, 2006, 2007, 2008, 2009, 2010, 2015, 2022, 2024 |
| 2.   | FC Schirak Gjumri     | 4     | 1992 1, 1994, 1999, 2013                                                                         |
| 2.   | FC Alaschkert Martuni | 4     | 2016, 2017, 2018, 2021                                                                           |
| 4.   | Araks Ararat          | 2     | 1998, 2000                                                                                       |
| 4.   | FC Urartu Jerewan     | 2     | 2014, 2023                                                                                       |
| 4.   | FC Ararat-Armenia     | 2     | 2019, 2020                                                                                       |
| 8.   | FC Ararat Jerewan     | 1     | 1993                                                                                             |
| 8.   | FC Jerewan            | 1     | 1997                                                                                             |
| 8.   | FC Ulisses Jerewan    | 1     | 2011                                                                                             |
| 8.   | FC Noah Jerewan       | 1     | 2025                                                                                             |

### Entwicklung
- 1992: FC Schirak Gjumri und Homenetmen Jerewan (je 1)
- 1993: FC Schirak Gjumri, Homenetmen Jerewan und FC Ararat Jerewan (je 1)
- 1994: FC Schirak Gjumri (2)
- 1996: FC Schirak Gjumri und Homenetmen Jerewan (je 2)
- 1997–1998: FC Pjunik Jerewan (3)
- 1999–2000: FC Pjunik Jerewan und FC Schirak Gjumri (je 3)
- seit 2001: FC Pjunik Jerewan (4–16)

## UEFA-Fünfjahreswertung
Platzierung in der UEFA-Fünfjahreswertung:
(in Klammern die Vorjahresplatzierung). Die Kürzel CL, EL und CO hinter den Länderkoeffizienten geben die Anzahl der Vertreter in der Saison 2026/27 der Champions League, der Europa League sowie der Conference League an.
- 33.  (41)  Island (Liga, Pokal) – Koeffizient: 13.520 – CL: 1, EL: 1, CO: 2
- 34.  (39)  Bosnien und Herzegowina (Liga, Pokal) – Koeffizient: 13.031 – CL: 1, EL: 0, CO: 3
- 35.  (36)  Armenien (Liga, Pokal) – Koeffizient: 12.250 – CL: 1, EL: 0, CO: 3
- 36.  (37)  Lettland (Liga, Pokal) – Koeffizient: 12.205 – CL: 1, EL: 0, CO: 3
- 37.  (32)  Kosovo (Liga, Pokal) – Koeffizient: 12.041 – CL: 1, EL: 0, CO: 3

Stand: Ende der Europapokalsaison 2024/25